# Diadelia lignea
Diadelia lignea là một loài bọ cánh cứng trong họ Cerambycidae.